# Georg Friedel (Journalist)
Georg Friedel (* 31. März 1920 in München; † 23. Juli 2011 ebenda) war ein deutscher Journalist und Fernsehredakteur. Er wurde vor allem durch seine einfühlsamen Dokumentarfilme für den Süddeutschen Rundfunk (SDR) und den Bayerischen Rundfunk (BR) bekannt.

## Leben
Georg Friedel wurde in der Münchner Schillerstraße 37, 4. Stock, (heute nach der Umnummerierung in den 1950er Jahren Schillerstraße 20) als Sohn des Sattlers Max Friedel geboren. Er schloss seine Schulbildung an der Volksschule an der Schwanthalerstraße in München ab und begann eine Lehre in einer Spedition. Seiner Schulzeit in den 1920er Jahren setzte er ein einmaliges filmisches Denkmal: Eine Volksschulklasse der Zwanziger Jahre - Versuch einer Rekonstruktion (1969). Walter Jens schrieb 1970 in der ZEIT über diesen Film: „Aber der da mit bajuwarisch-gutturaler Intonation seine Erinnerungen vortrug, Georg Friedel aus München, hielt sich mit Poesie und elegischer Beschwörung gar nicht erst auf, redete vielmehr munter drauflos und sprach so anschaulich-plastisch, dass selbst aktuarische Floskeln wie der letztere weniger nach Erfassungsbehörden als nach Karl Valentin klangen.“
Nach Kriegsdienst und Gefangenschaft bis 1949 arbeitete Georg Friedel im Außendienst von Modezeitschriften und als Verlagsleiter einer Programmzeitschrift.

## Werdegang als Fernsehredakteur
1954 wechselte Georg Friedel als Redakteur zum SDR. Im damals neuen Medium Fernsehen führte er anfangs Bildregie bei Fußballspielen, Regie für die Peter Frankenfeld Shows und arbeitete als Produktionsleiter.
In der Folgezeit entwickelte sich eine enge Zusammenarbeit mit Dieter Ertel, einem der Mitbegründer der Stuttgarter Dokumentarfilmschule. Zuerst führte er in seiner ganz eigenen einfühlsamen Art die Interviews und übernahm später die Coregie mit Dieter Ertl in einer Reihe von Dokumentarfilmen, die heute zu den Klassikern des Genres zählen: Neubauwunderlichkeiten (1959, Interviews), Kongress der Ideale, Beobachtungen bei einem Vegetarier-Treffen (1959, Interviews), Schützenfest in Bahnhofsnähe - Beobachtungen auf dem Dorfe (1961, zusammen mit Dieter Ertel), Fernsehfieber - Bemerkungen über das Massenmedium und sein Publikum (1963, zusammen mit Dieter Ertel), Sechstagerennen. Beobachtungen im Berliner Sportpalast, (1964, zusammen mit Dieter Ertel).
Seine ersten eigenen Filme bauen auf seinen „typischen und unnachahmlichen Wortklaubereien“ auf: Therese Giehse Porträt einer Schauspielerin (1964), Dr. Hildegard Hamm-Brücher – Skizzen zu einem Porträt der modernen Frau (1967), Festtage auf der Autobahn. Beobachtungen im Straßenverkehr (1968).
1967 wechselte er als Freier Mitarbeiter zum Bayerischen Rundfunk. Dort produzierte er eine Reihe von Dokumentationen über seine Heimatstadt München und Bayern: Münchner Juden. Kindheit, Verfolgung und Rückkehr (1972), Münchner Widerstandskämpfer berichten, Es gab nicht nur den 20. Juli (1974), Schillerstr. 3–53 (1977), Haltestelle Wiener Platz (1978), Ein Tag am Stachus (1979).
Gerade seine Filme ab den 1970er Jahren zeigen ein eindrückliches Bild Münchens aus der Zeit vor der Gentrifizierung. Zum Abschluss seiner Karriere drehte Georg Friedel von 1982 bis 1988 eine achtteilige Langzeitbeobachtung über eine Abschlussklasse der Hauptschule an der Bergmannstraße im Münchner Westend.

## Werke
Die Liste basiert auf Informationen des SWR, des BR und dem Buch von Kay Hoffmann.

### Filme für den SDR (Auswahl)
- Wenn die Weihnachtskassen klingeln Bemerkungen im Advent 1957 (Interviews für Dieter Ertel)
- Die Kunden der Traumfabrik. Eine Studie über Filmfreunde und -Fans, 1958 (Interviews für Dieter Ertel)
- Die Nitrit-Affäre, 1958 (Interviews für Corinne Pulver)
- Neubauwunderlichkeiten, 1959 (Interviews für Dieter Ertel)
- Kongress der Ideale. Beobachtungen auf einem Vegetariertreffen, 1959 (Interviews für Dieter Ertel)
- Der Berner Geigenprozeß, 1959 (zusammen mit Corinne Pulver)
- Thema Lebensmittelpreise, 1960 (zusammen mit Dieter Ertel)
- Strafvollzug. Beobachtungen in deutschen Gefängnissen, 1961 (zusammen mit Dieter Ertel)
- Der Aufstand der Jecken. Beobachtungen beim Kölner Karneval, 1960 (zusammen mit Dieter Ertel)
- Schützenfest in Bahnhofsnähe. Beobachtungen auf dem Dorfe, 1961 (zusammen mit Dieter Ertel)
- Strafvollzug. Beobachtungen in deutschen Gefängnissen, 1961 (zusammen mit Dieter Ertel)
- Gast im Schloß. Beobachtungen in Schloßhotels, 1962
- Fernsehfieber. Bemerkungen über das Massenmedium und sein Publikum, 1963 (zusammen mit Dieter Ertel)
- Keßheit verpflichtet: Ein Besuch bei Fita Benkhoff, 1963
- Ein Besuch bei Lil Dagover - Geiselgasteig Bavaria Filmplatz 7, 1963
- Sechstagerennen. Beobachtungen im Berliner Sportpalast, 1964 (zusammen mit Dieter Ertel)
- Therese Giese. Porträt einer Schauspielerin, 1964
- Basel und seine Fasnacht. Ein Städtebild, 1964
- Fräulein Schick und die Leiterwagen. Eine Bestandsaufnahme in Jedermanns Wohnstraße, 1965
- Eine Woche mit Helmut Qualtinger Bemühungen um ein Porträt des Schauspielers, 1965
- Wie hältst Du's mit der Politik? Kleiner Test des deutschen Wählers, 1965 (zusammen mit Dieter Ertel)
- Abstecher in den November. Eine Reise zur falschen Jahreszeit, 1966
- Helene Weigel. Porträt während eines Gastspiels, 1967
- Dr. Hildegard Hamm-Brücher. Skizzen zu einem Porträt der modernen Frau 1967
- Hildegard Knef. Skizzen zu einem Porträt der modernen Frau 1967
- Gutenberg und die Folgen. Beobachtungen bei der Buchmesse, 1967 (zusammen mit Roman Brodmann)
- Festtage auf der Autobahn. Beobachtungen im Straßenverkehr 1968,
- Physiognomie des Verbrechens Folge 1: Bericht eines Bankräubers, 1969
- Physiognomie des Verbrechens Folge 2: Bericht eines Scheckbetrügers, 1969
- Physiognomie des Verbrechens Folge 3: Gewaltverbrecher, 1969
- Physiognomie des Verbrechens Folge 4: Bericht eines Mörders, 1969

### Filme für den BR (Auswahl)
- Eine Nacht in einer Notstation, 1968
- Eine Volksschulklasse der zwanziger Jahre. Versuch einer Rekonstruktion, 1969[4]
- Der Tierladen und seine Kunden, 1971
- Der Motorradladen, 1971[11]
- Münchner Juden. Kindheit, Verfolgung und Rückkehr, 1972[8]
- Münchner Widerstandskämpfer berichten. Es gab nicht nur den 20. Juli, 1974
- Die Stripsenjochhütte. Porträt einer alpinen Unterkunft, 1975
- Der Salzach entlang. Auf dem Fluß durch den Rupertiwinkel, 1975
- Der Heupel und sein Team. Die Westend-Story, 1976
- Ein Tag im Tierheim. Tierasyl, 1976
- Schillerstraße 3 – 53. Lebensalter und Gesichter einer Straße, 1977[9]
- Haltestelle Wiener Platz. Beobachtungen auf engem Raum, 1978[10]
- Herr Habl, Herr Sührer und der Hauptbahnhof. Beobachtungen unter Eisenbahnern und Reisenden, 1979
- Eine Hauptschulklasse der achtziger Jahre Teil 1, 2, 3. Porträt eines letzten Schuljahres, 1982
- Meine Schwester und ich. Zwei Hauptschulentlassene in der Ausbildung, 1983
- Meine Firma. Die „Hauptschulklasse der achtziger Jahre“ im Berufsleben, 1984
- Linie Zwanzig - Beruf Straßenbahnfahrerin, 1984[12]
- Lebenslauf - Mein Beruf, 1984
- Amalienpassage. Beobachtungen in einem Durchgang, 1985
- Sylvia - Eine „Ehemalige“ der Hauptschulklasse ist Kinderpflegerin. Man lebt ... - Die „Ehemaligen“ der Hauptschulklasse im Alltag, 1987
- Aus dem Haus. Die „Ehemaligen“ der Hauptschulklasse haben die elterliche Wohnung verlassen, 1988
- Umwege. Auch bei den „Ehemaligen“ der Hauptschulklasse geht nicht alles glatt, 1988